# 小行星8831
小行星8831（8831 Brändström）是一颗绕太阳运转的小行星，为主小行星带小行星。该小行星于1989年2月2日发现。

## 轨道参数
小行星8831的轨道半长轴为2.5471761 UA，离心率为0.122。